# Gabriele Puliti
Gabriele Puliti, també Gabriello Puliti (Montepulciano, Toscana, 1580 ? - Koper, Eslovènia, 19 de juny de 1644) fou un compositor italià.
Era un religiós franciscà. Ocupà el càrrec d'organista en diverses catedrals, entre elles la de Trieste. De Puliti es publicaren diversos llibres de música (motets, madrigals, himnes, etc. El 2005, la huitena edició del Festival Organum Histriae al seu poble nadal va ser completament dedicat a Puliti.